# Niederländische Küche

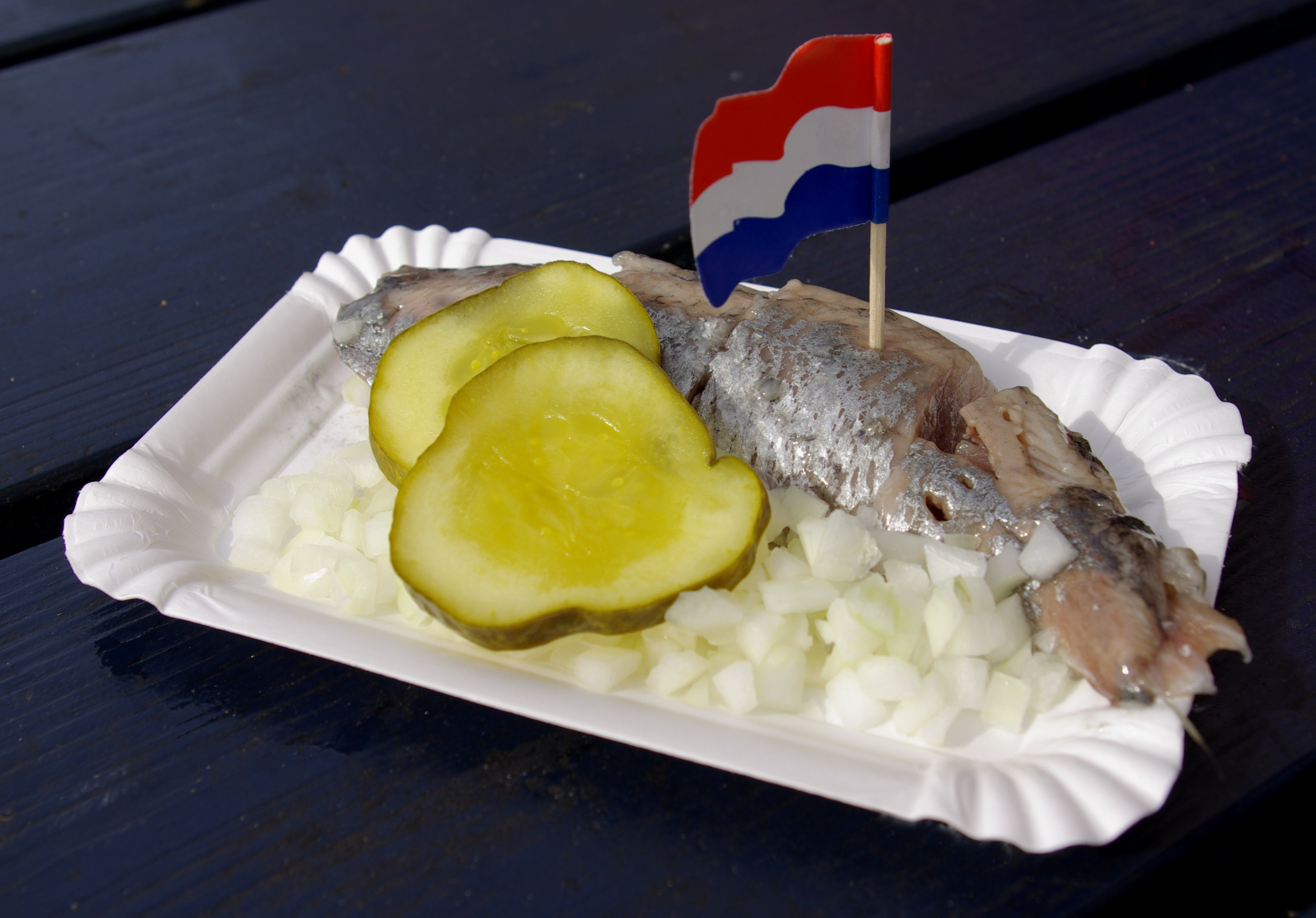
Hollandse Nieuwe (Matjes) mit uitjes (fein gehackte Zwiebeln) und zuur (Gewürzgurke)

Die niederländische Küche umfasst verschiedene regionale Kochstile und kulinarische Spezialitäten in den Niederlanden. Die traditionelle niederländische Küche ist gekennzeichnet durch einfache und deftige Speisen; wichtige Bestandteile sind Gemüse, Milch, Butter, Käse, Fleisch und Fisch. Je nach Region weist sie starke Überschneidungen mit den Küchen benachbarter Regionen auf, so beispielsweise der ostfriesischen, der rheinischen und der flämischen Küche.
Seit dem 17. Jahrhundert, im Goldenen Zeitalter, war die Küche vor allem der Händler zudem geprägt von reichhaltigen und überquellenden Tafeln mit deftigen und schweren Speisen. Zugleich beinhaltet sie jedoch auch eine große Anzahl von Salaten, deftigen Gemüseeintöpfen und Milchprodukten der Landbevölkerung. Im 20. Jahrhundert wurde die niederländische Küche vor allem durch indonesische Einflüsse ergänzt, da Indonesien als Niederländisch-Indien lange Zeit niederländische Kolonie war. Auch die Imbisskultur mit zahlreichen frittierten Speisen und den typischen „snackbars“ konnte sich in den letzten Jahrzehnten vor allem in den städtischen Regionen stark durchsetzen.
Unabhängig von der klassischen niederländischen Küche ist die Küche der niederländischen Antillen, die offiziell bis zum Oktober 2010 ebenfalls zu den Niederlanden gehörten. Hierbei handelt es sich um eine Küche mit zahlreichen unterschiedlichen Einflüssen, die teilweise der karibischen Küche entspricht und diese mit spanischen und niederländischen Bestandteilen ergänzt.

## Mahlzeiten

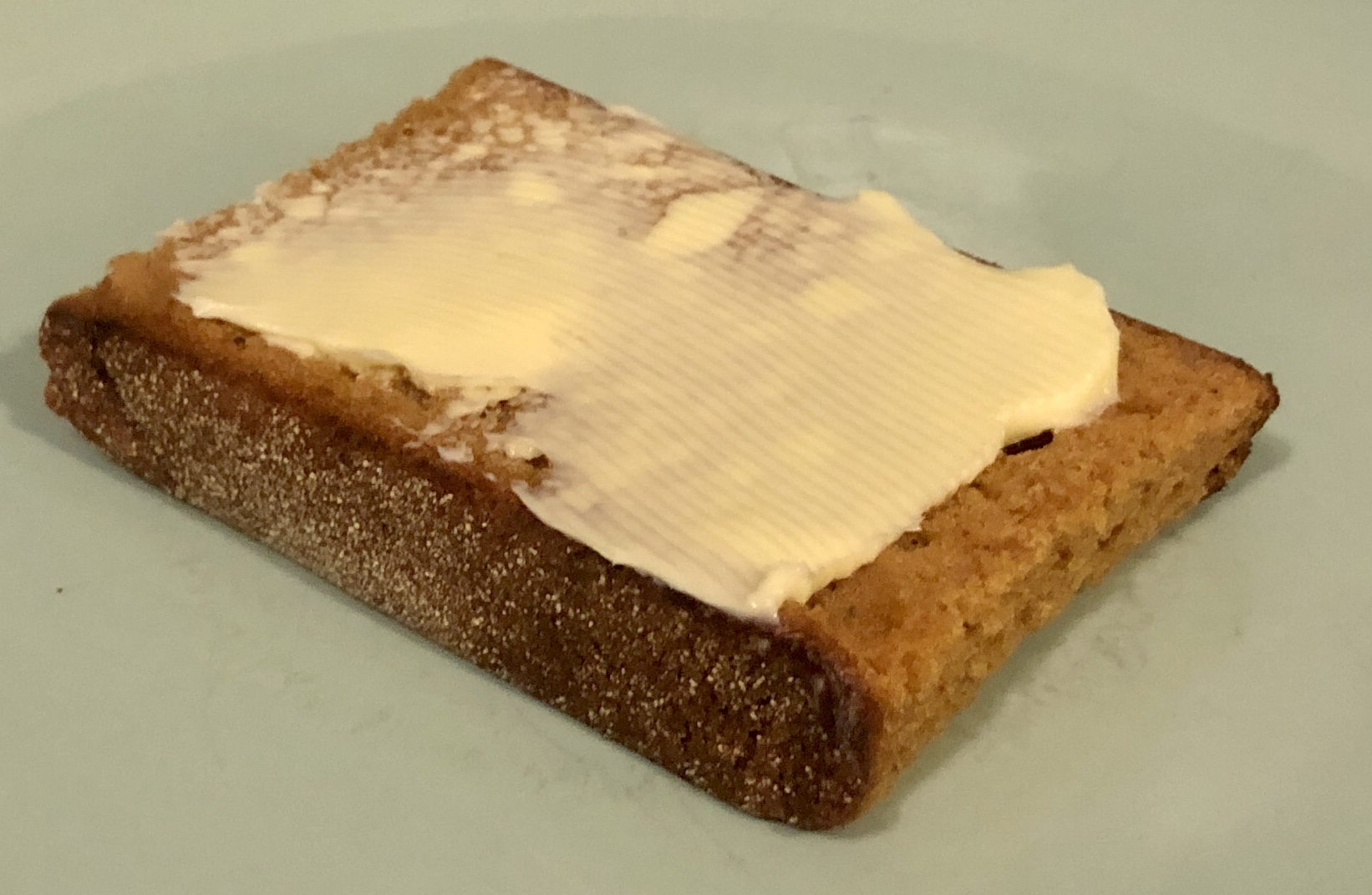
Niederländischer Honigkuchen (ontbijtkoek) zum Frühstück

In den Niederlanden sind traditionell fünf Mahlzeiten über den Tag verteilt üblich, wobei sich dies bis in die aktuelle Zeit auf drei Standardmahlzeiten reduziert hat. Das einst typische niederländische Frühstück (niederländisch ontbĳt) besteht aus mehreren Brotsorten mit oft süßem Belag. Klassisch handelt es sich bei den Belägen um Honig und Konfitüren, heute allerdings vor allem um Schokostreusel und Schokoflocken (niederländisch hagelslag, vlokken) oder Erdnussbutter (niederländisch pindakaas). Heutzutage werden in gleichem Maße Aufschnitt oder Käse zum Frühstück verzehrt. Hinzu kommt traditionell der in den Niederlanden beliebte Honigkuchen (niederländisch ontbijtkoek), Zwieback mit Butter sowie ein als Pap bekannter Brei (Haferbrei, Weizenbrei).  Auch Müsli, Cornflakes und andere Zerealien werden viel gegessen.
Ergänzt wird das Frühstück in der Regel mit einer Tasse Kaffee oder Tee oder Fruchtsaft, Kinder trinken in der Regel Milch, Fruchtsaft oder Kakao. Am Vormittag folgt die Kaffeepause, bei der die Niederländer ihren Kaffee gemeinsam mit kleinen Kuchen, Keksen und anderen Süßwaren zu sich nehmen.
Mittags werden zum Middageten bzw. Lunch in der Regel belegte Brote ähnlich den Sandwiches (niederländisch broodjes) gegessen, wobei der Belag hier meistens herzhaft ist und aus Käse, Wurst und Fisch besteht. Hinzu kommen kleine Warmspeisen wie der niederländisch Uitsmijter, der dem deutschen Strammen Max entspricht, sowie Salate, Käse, Obst und andere kleine Gerichte, darunter etwa auch niederländisch Rolpens oder kleine Fleisch- und Leberspießchen. Zu diesem Mittagessen wird häufig Milch oder Buttermilch getrunken.

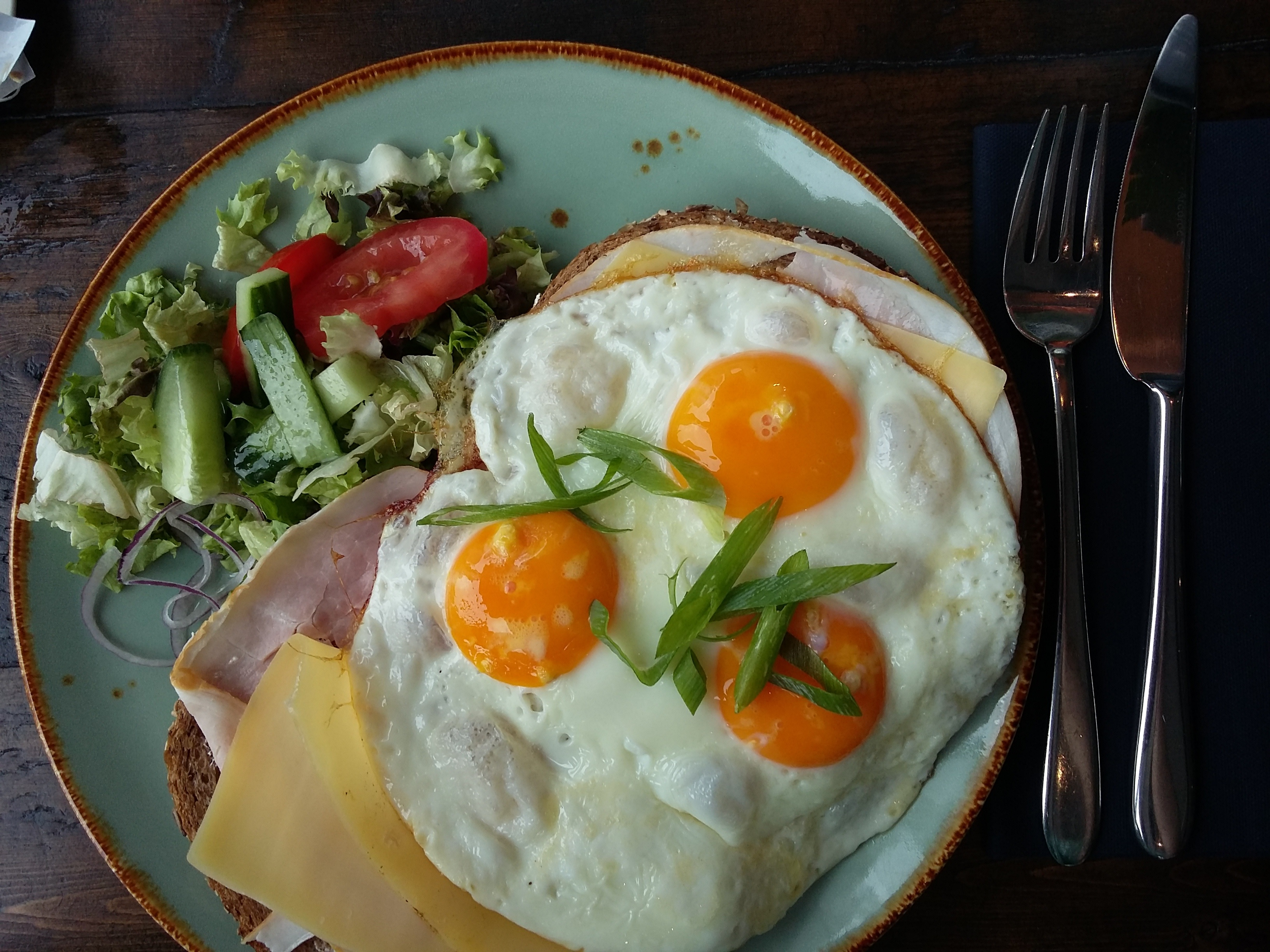
Uitsmijter met ham en kaas (Strammer Max)
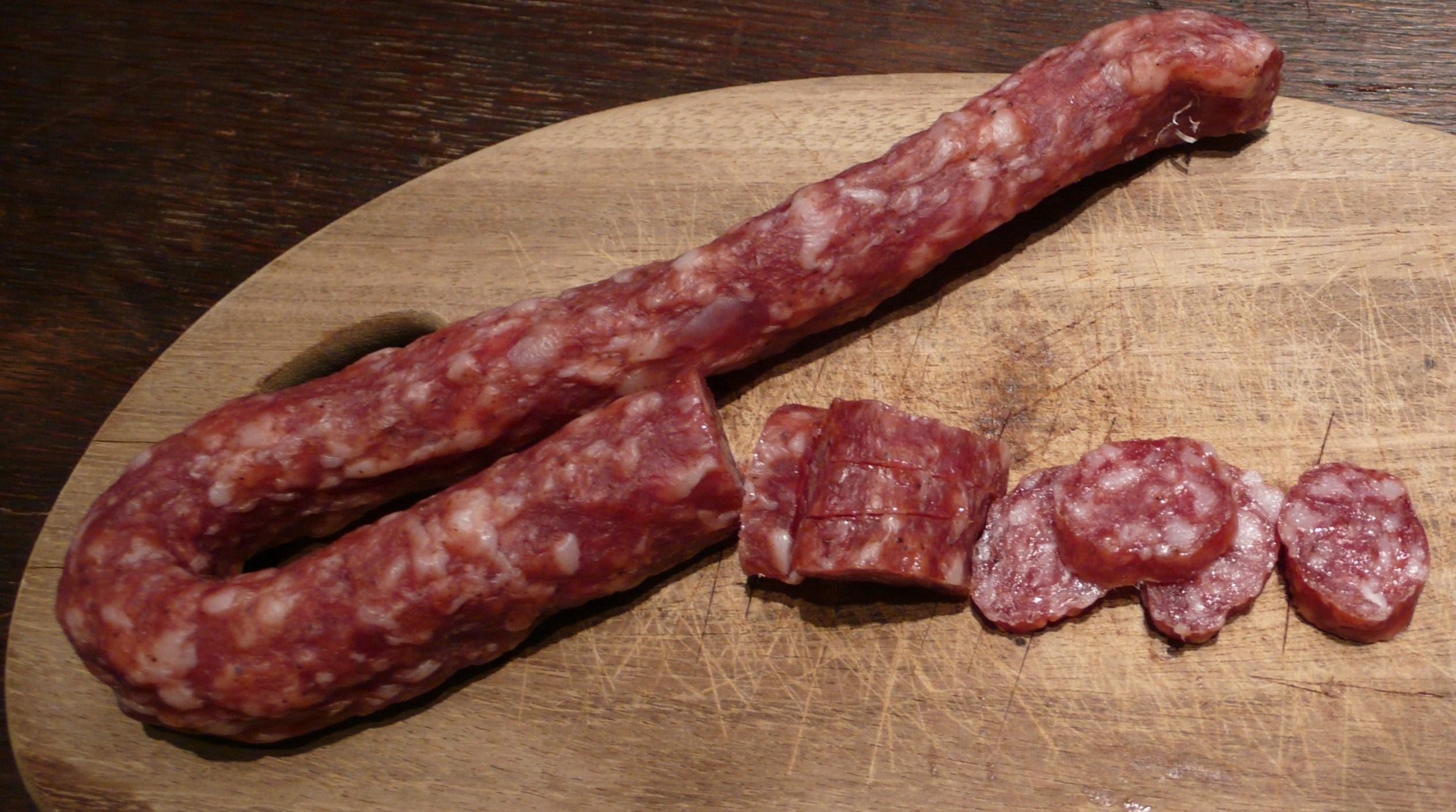
Groninger Mettwurst

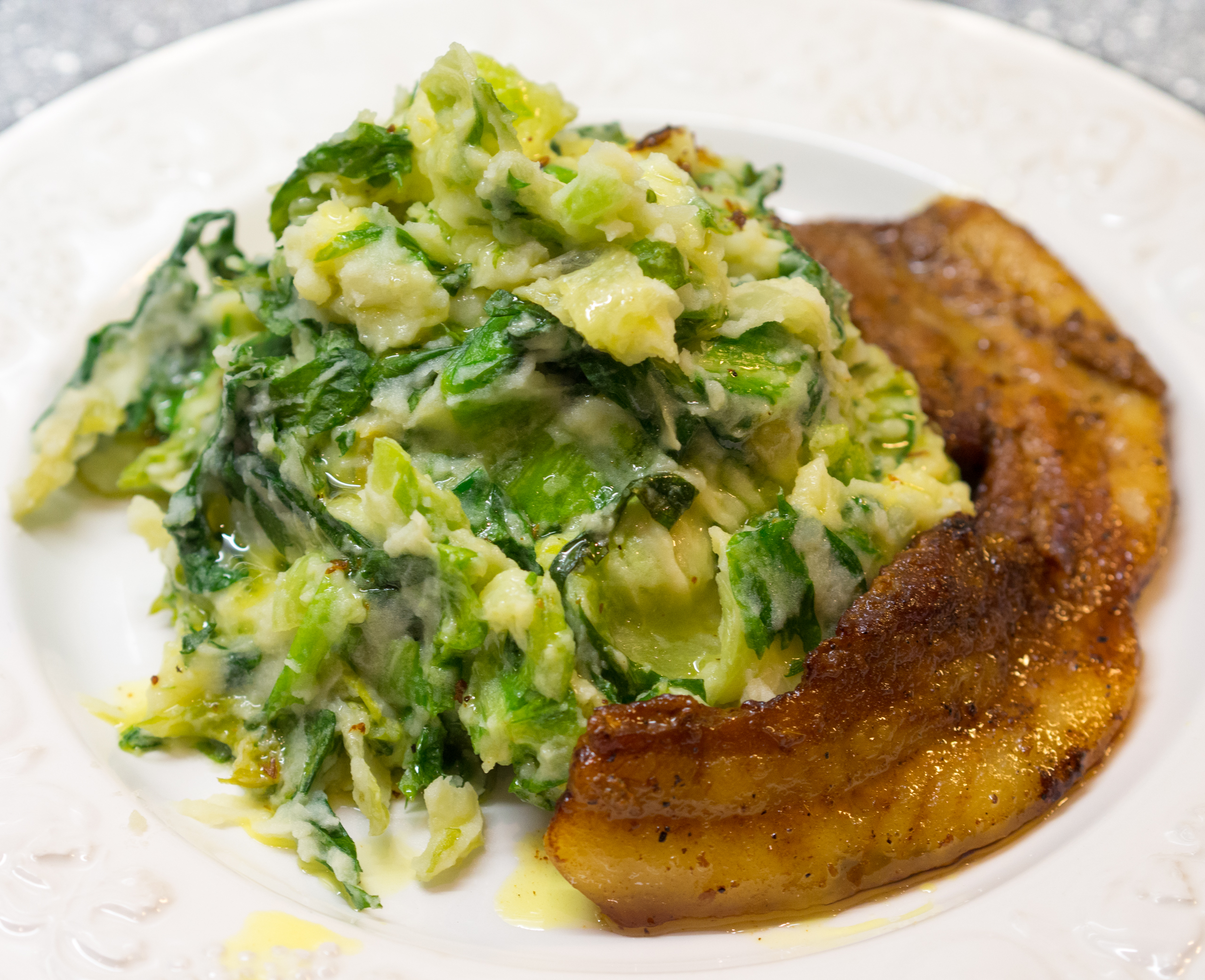
Klassisches niederländisches Abendessen: Kartoffeln, Endivie und Speck.

Am Nachmittag gibt es dann nochmals eine Teestunde mit Tee, Kaffee und Kuchen. Das bekannte niederländisch kopje koffie („Tässchen Kaffee“) wird Gästen zudem rund um die Uhr angeboten, wobei auch Tee sehr beliebt ist. Dazu werden je Tasse oder Glas ein Keks oder eine Scheibe Kuchen serviert. Den in Deutschland verbreiteten Früchtetee gibt es in den Niederlanden eher selten, wohl aber aromatisierten schwarzen Tee.
Die Hauptspeise stellt das Abendessen (niederländisch avondeten) dar, welches aus warmen Speisen besteht. In der Regel handelt es sich bei einem typischen niederländischen Abendessen um Kartoffeln, Fleisch oder Fisch mit Sauce und eine Gemüsebeilage, alternativ um einen deftigen Eintopf. Der Stellenwert von Gemüse ist etwas höher, der von Fleisch etwas geringer als in Deutschland, diese Tatsache äußert sich in entsprechend größeren bzw. kleineren Anteilen von Gemüse und Fleisch als in Deutschland üblich. Der Anteil der klassischen, umgangssprachlich niederländisch Aardappels-Groente-Vlees (Kartoffeln-Gemüse-Fleisch) genannten Standardmahlzeit geht seit Jahrzehnten stark zurück zugunsten von z. B. Reis- und Pastagerichten.
Diese Hauptmahlzeit endet typischerweise mit Süßem in Form eines Nachtisches (niederländisch toetje), oft Pudding oder Brei wie zum Beispiel süßer Grießmehlbrei (niederländisch Griesmeelpudding), Makronenpudding (niederländisch Bitterkoekjespudding), Vanille-/Schokoladen-Vla (einer Art flüssigem Pudding), Joghurt mit Früchten, oder Eis. Auch Pfannkuchen (niederländisch pannenkoek) wird häufig gegessen und kann sowohl als Hauptgericht wie auch als Nachspeise dienen. Käse als Abschluss des Essens ist in den Niederlanden unüblich, als Getränke beim Abendessen dienen vor allem Sprudelwasser, Fruchtsaft, Wein und Bier.
In ländlichen, mehr agrarisch geprägten, Regionen wird mittags, vor allem von den älteren Generationen, teilweise noch die Hauptmahlzeit in der Form warmer Speisen verzehrt. In diesem Fall gibt es abends ein Abendbrot wie in Deutschland auch. Diese Praxis ist aber seit Jahrzehnten stark rückläufig.

## Gerichte

### Klassische Eintopfgerichte

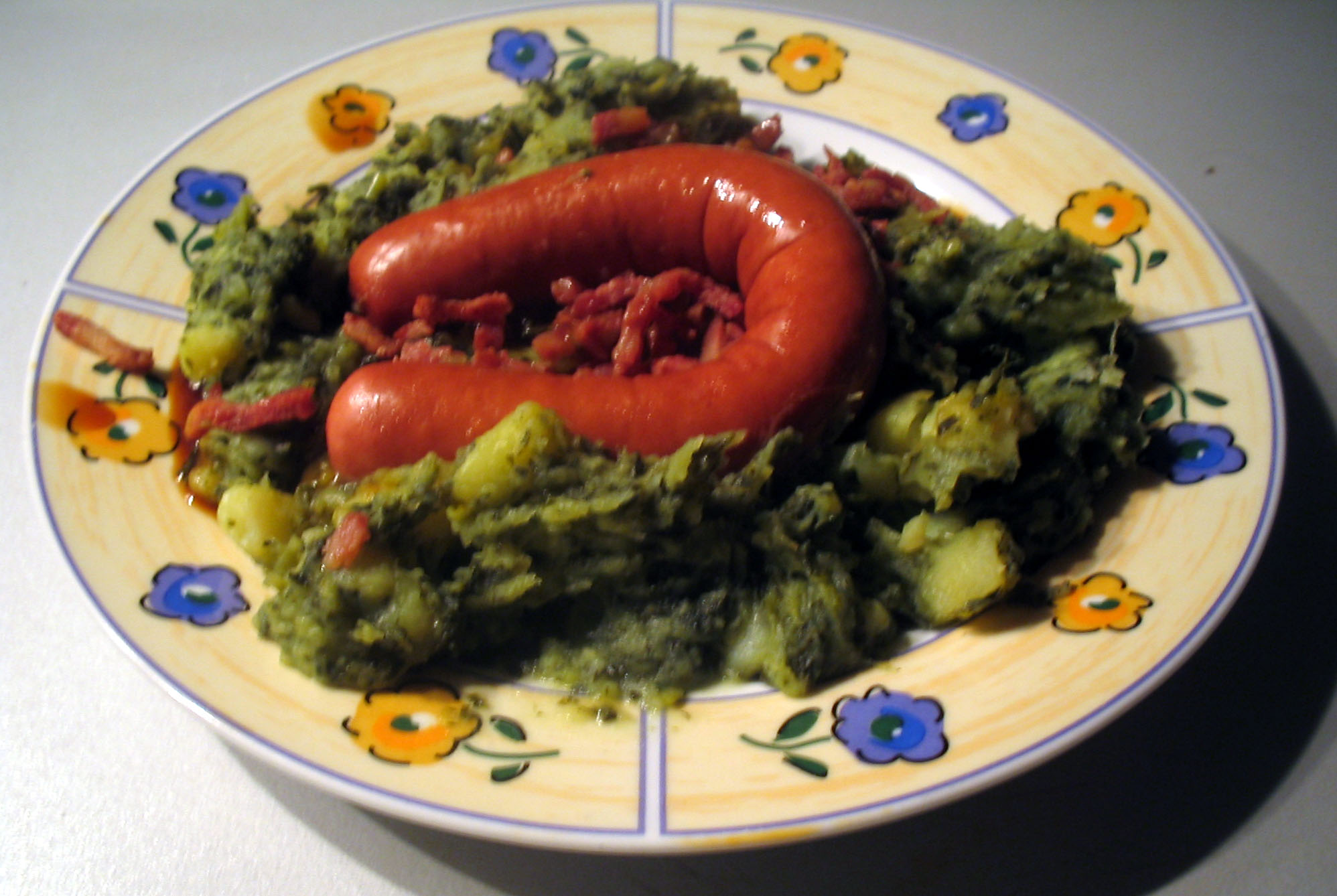
Boerenkoolstamppot mit Rookworst

Bodenständige Eintöpfe sind in den Niederlanden sehr beliebt und gehen auf die bäuerliche Tradition der Niederlande zurück. Dabei handelt es sich in der Regel um deftige Eintöpfe aus Kartoffeln und Gemüsen, die für die niederländische Landwirtschaft typisch sind. Diese Gerichte sind vor allem „Wintergerichte“, die bei kaltem Wetter als deftige und sättigende Gerichte gegessen werden. Das frühere Nationalgericht ist der Stamppot („Stampftopf“), eine gestampfte Mischung aus Kartoffeln und Gemüse. Häufig wird dabei Grünkohl (niederländisch Boerenkool, wörtlich: „Bauernkohl“) verwendet. In der Regel wird Stamppot mit heißer Rookworst, einer geräucherten Schinkenwurst, oder Speck und angebratenen Zwiebeln gegessen. Rookworst wird auch häufig mit Sauerkraut serviert. Eine andere Variante von Stamppot ist der Hutspot (von ,husselen'= ,mischen'), ebenfalls eine gestampfte Mischung, diesmal aus Kartoffeln, Zwiebeln und Karotten. Er wird mit kleingehacktem, angebratenem Speck oder Rindfleisch (klapstuck) gegessen und geht der Legende nach auf die Befreiung nach der Belagerung der Stadt Leiden durch die Spanier im 16. Jahrhundert zurück. Wahlweise wird als Gemüse auch Endivie verwendet.
Ein weiteres beliebtes Gericht ist niederländische Erbsensuppe (Erwtensoep, auch Snert), die aus getrockneten und über Nacht in Wasser eingeweichten Spalterbsen besteht, die zusammen mit Speck zu einer gebundenen Suppe verkocht werden. Dazu wird in einigen Gegenden der Niederlande ein Roggenbrot mit Butter bestrichen und belegt mit gekochtem Speck gereicht.

### Fisch und Meeresfrüchte

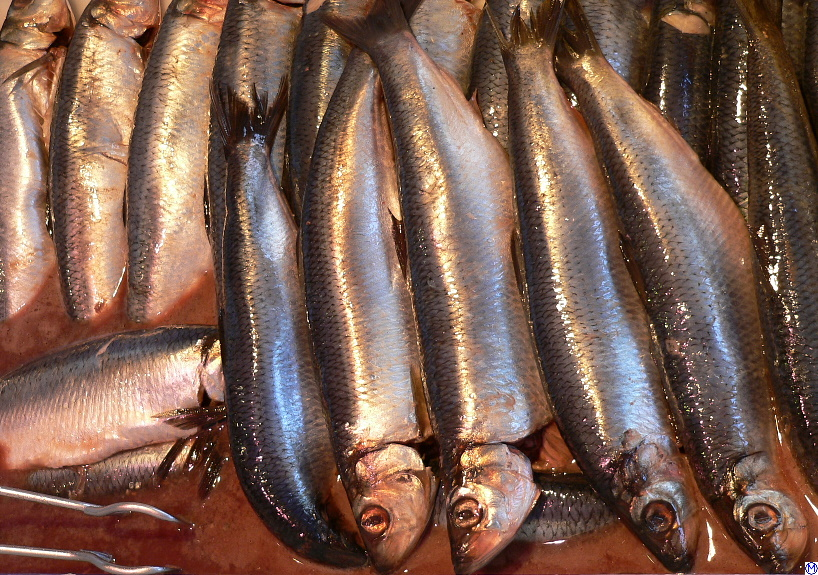
Ganze Matjes, frisch aus dem Fass

Fisch und Meeresfrüchte werden in den Niederlanden vor allem in den Küstenregionen gegessen, sind jedoch auch abseits der Küsten beliebt. Vor allem der Hering spielt eine zentrale Rolle und ist in Form des Matjes weit über die Niederlande hinaus bekannt. Es handelt sich um ein rohes und gesalzen haltbar gemachtes Heringsfilet, das vor allem zur Matjessaison  mit oder ohne Zwiebeln am Schwanz gehalten über Kopf oder zusammen mit einem Weißbrötchen verzehrt wird. Der Hering wird zudem als frischer („grüner“) Hering gebraten (Panharing) oder gekocht (Gekookte verse haring) und der Matjes wird zudem zur Zubereitung von Heringssalat (Haringssla), Heringsaufläufe (Prinsesse-aardappelen oder Haringsschotel) sowie für Pfannengerichte wie die Haarlemer Heringspfanne (Haringspot uit Haarlem) genutzt.
Weitere Seefische, die in den Niederlanden häufig genutzt werden, sind die in der Nordsee verbreiteten Kabeljau, Schellfisch,  sowie Seezunge, Heilbutt und Scholle. Der Anteil der Fische aus Aquakultur wie Regenbogenforelle, Lachs, Pangasius sowie Tilapia nimmt seit Jahren stark zu. Auch Miesmuscheln und Nordseekrabben gehören zur klassischen niederländischen Küche.

### Fleisch und Wurst
Fleisch und Wurst werden, wie auch in den Nachbarregionen, sehr geschätzt und auf vielfältige Weise zubereitet. Die Fleischtierhaltung ist vor allem im Süden der Niederlande verbreitet, gehalten werden dabei vor allem Schweine, Rinder und Geflügel. Schweinefleisch stellt die Basis für zahlreiche Gerichte und Zutaten dar, wobei es häufig in Form von Speck oder verarbeitet als Hackfleisch und Mettwurst genutzt wird. Daneben spielt der Schweinebraten ebenso eine Rolle wie das Rindfleisch sowie verschiedene Geflügelgerichte. Hinzu kommt in den Waldgebieten im Zentrum und Süden des Landes Wildbret in Form von Reh- und Hirschfleisch sowie Wildgeflügel.

### Käse und Milchprodukte

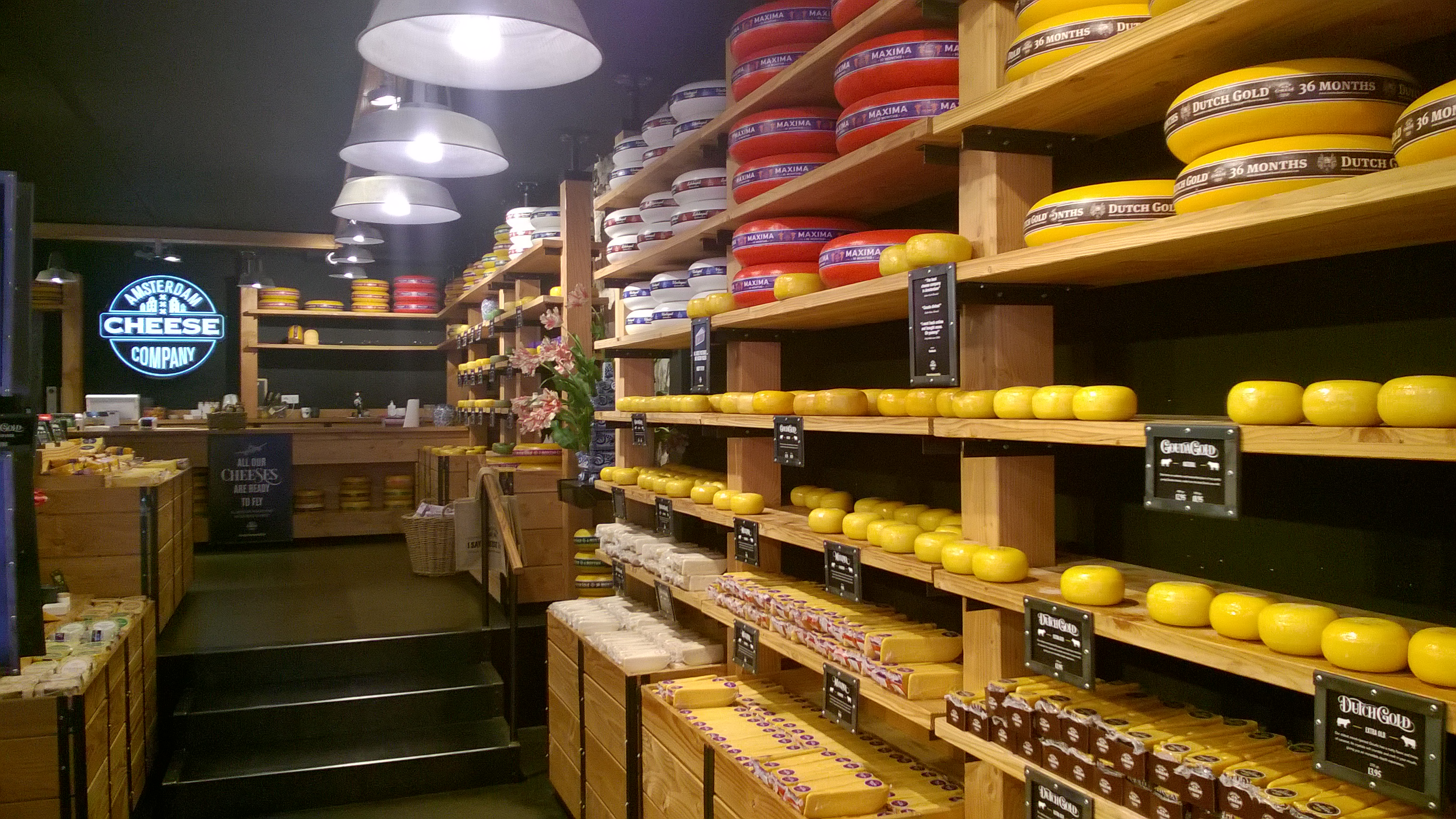
Blick in die Amsterdam Cheese Company, Amsterdam, mit verschiedenen niederländischen Käsesorten

International bekannt ist der niederländische Käse (kaas), der sowohl als Brotbelag als auch in Stücke geschnitten verzehrt wird. Es handelt sich dabei in der Regel um Halbhartkäsesorten aus Kuhmilch. Vor allem der kugelförmige Edamer (Edammer Kaas) wurde bereits im Mittelalter über die Grenzen der Niederlande hinaus gehandelt und gehörte zu den wichtigsten Exportgütern des Landes. Dabei wurde der Käse aus der ehemaligen Hafenstadt Edam über die Nordsee und die Ostsee nach Deutschland, Dänemark und in das Baltikum sowie nach Süden nach Frankreich und Italien verschifft. Nachdem die Verbindung zur Zuidersee, dem heutigen IJsselmeer, in den 1920er- bis 1930er-Jahren zur Landgewinnung trockengelegt wurde, wurde der Handelsverkehr mit dem Edamer jedoch eingestellt. Heute am weitesten verbreitet und international am bekanntesten ist der Gouda (Goudse kaas), der seinen Ursprung in der gleichnamigen Stadt Gouda in Südholland hat und in großen Laiben mit bis zu 30 Kilogramm Gewicht produziert wird.
Niederländischer Käse wird in unterschiedliche Reifegrade eingeteilt. Jonge Kaas ist am kürzesten gelagert und schmeckt sahnig mild. Belegen ist die nächste Stufe mit einem würzigen Geschmack und einer festen Konsistenz. Oude Kaas ist die aromatischste (und teuerste) Lagerstufe. Um Käsesorten aus der Produktion von niederländischen Bauernhöfen und landwirtschaftlichen Betrieben gegenüber den industriellen Großkäsereien zu kennzeichnen, tragen diese einen ovalen Aufkleber und sind als „Bauernkäse“ (Boerenkaas) gekennzeichnet.
Weitere traditionelle und bekannte Käsesorten aus den Niederlanden sind der Kommissionskäse (Commisie Kaas), der Beemster, der Kernheimer und der Friesekaas, während der Maasdamer und der Leerdammer neuere Entwicklungen auf der Basis des Gouda und Edamer sind. Der Friese Nagelkaas (Friesischer Nelkenkäse) ist ein mit Kreuzkümmel und Nelken gewürzter Schnittkäse und auch der Leidse Kaas (Leidener Käse) enthält Kreuzkümmel, während der Drentse Kruidenkaas (Drenter Kräuterkäse) eine Kräutermischung enthält.  Neben diesen Kuhmilchkäsesorten gibt es in den Niederlanden auch den Hollandse Geitenkaas, einen Ziegenkäse, und den Schapenkaas (Schafskäse). Ein sehr bekannter Käse ist der Mon Chou, ein Doppelrahmkäse.

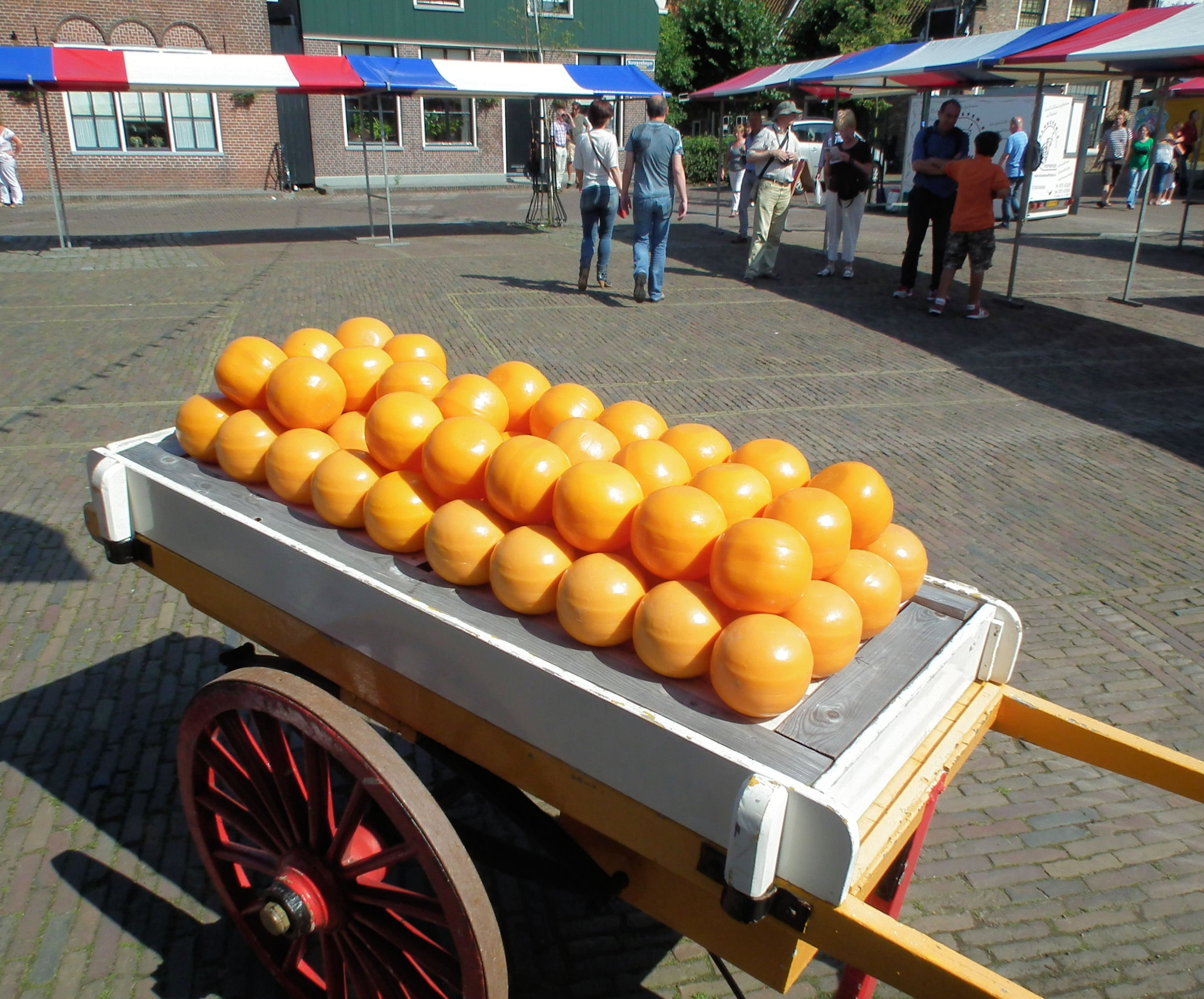
Edamer Käse auf dem Käsemarkt in Edam
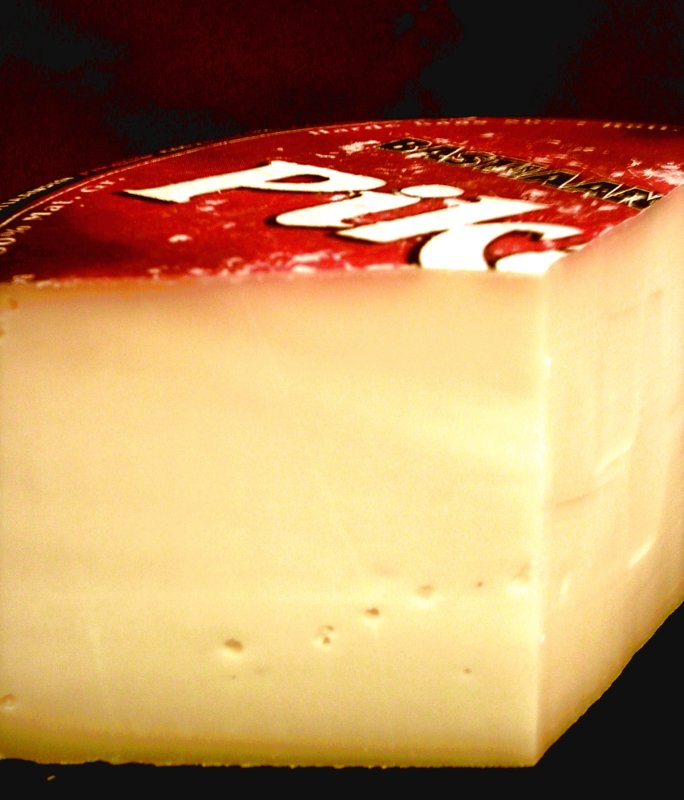
Niederländischer Gouda
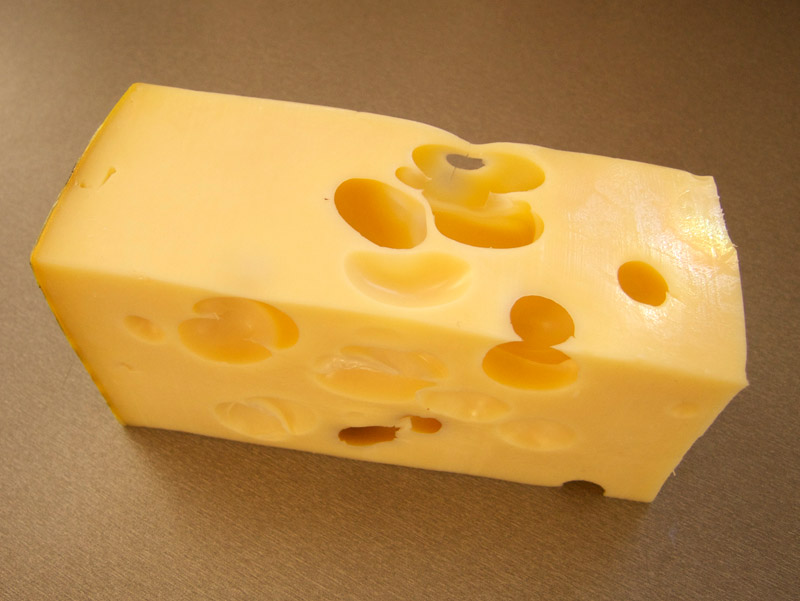
Maasdamer
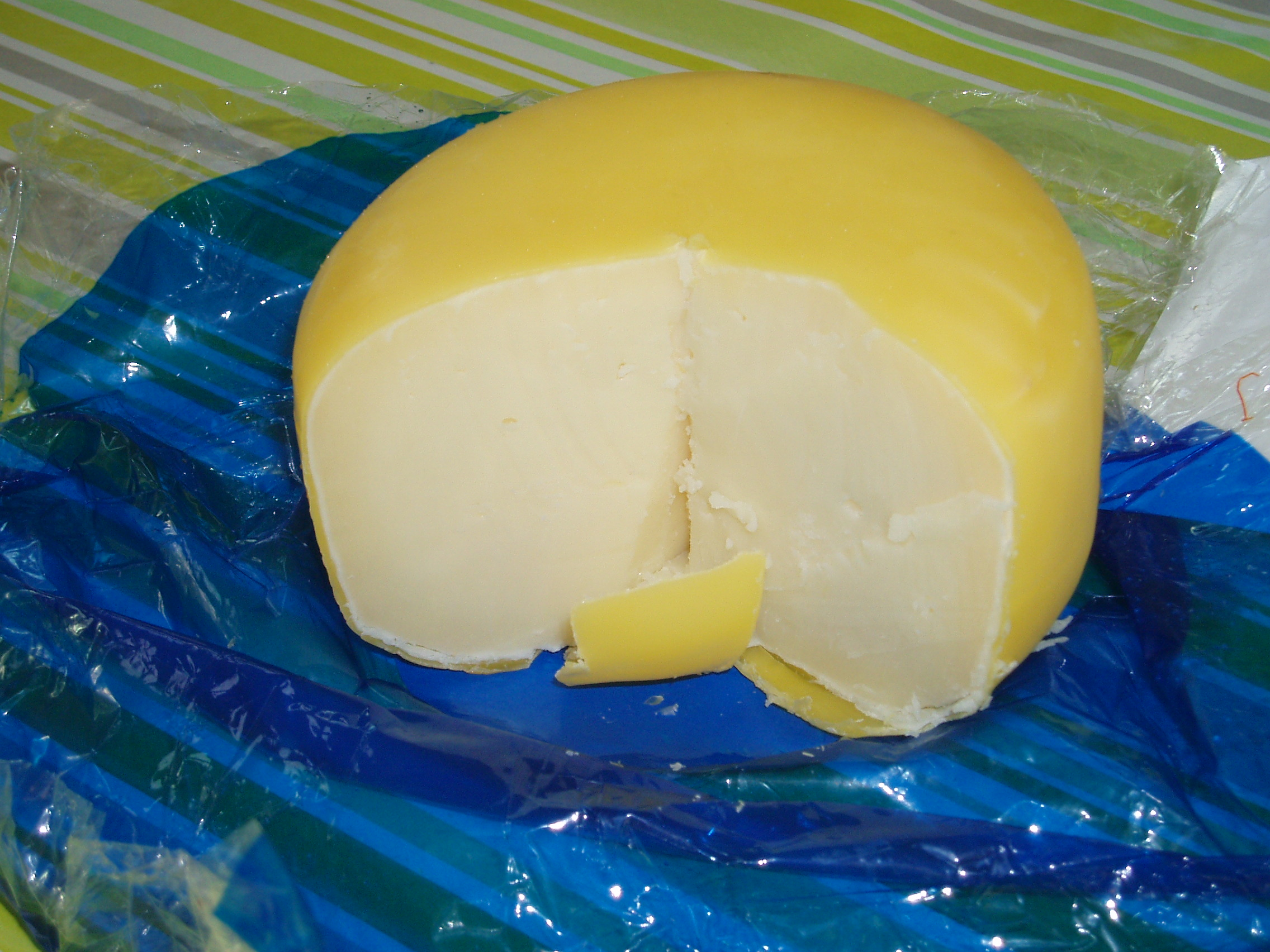
Hooidammer Schafskäse

Der Käse wird in den Niederlanden meist direkt oder auf Brot gegessen. Daneben wird er auch für einige weitere Speisen als Zutat genutzt, etwa zum Gratinieren von Aufläufen oder den Käsekartoffeln (Kaasardappelen; mit Käse überbackene Kartoffeln), als Auflage auf die Pannenkoeken, für Gebäck wie die Kaastengels oder für die typisch niederländischen Frittierwaren wie etwa das Kaassoufflé.

### Pfannkuchen

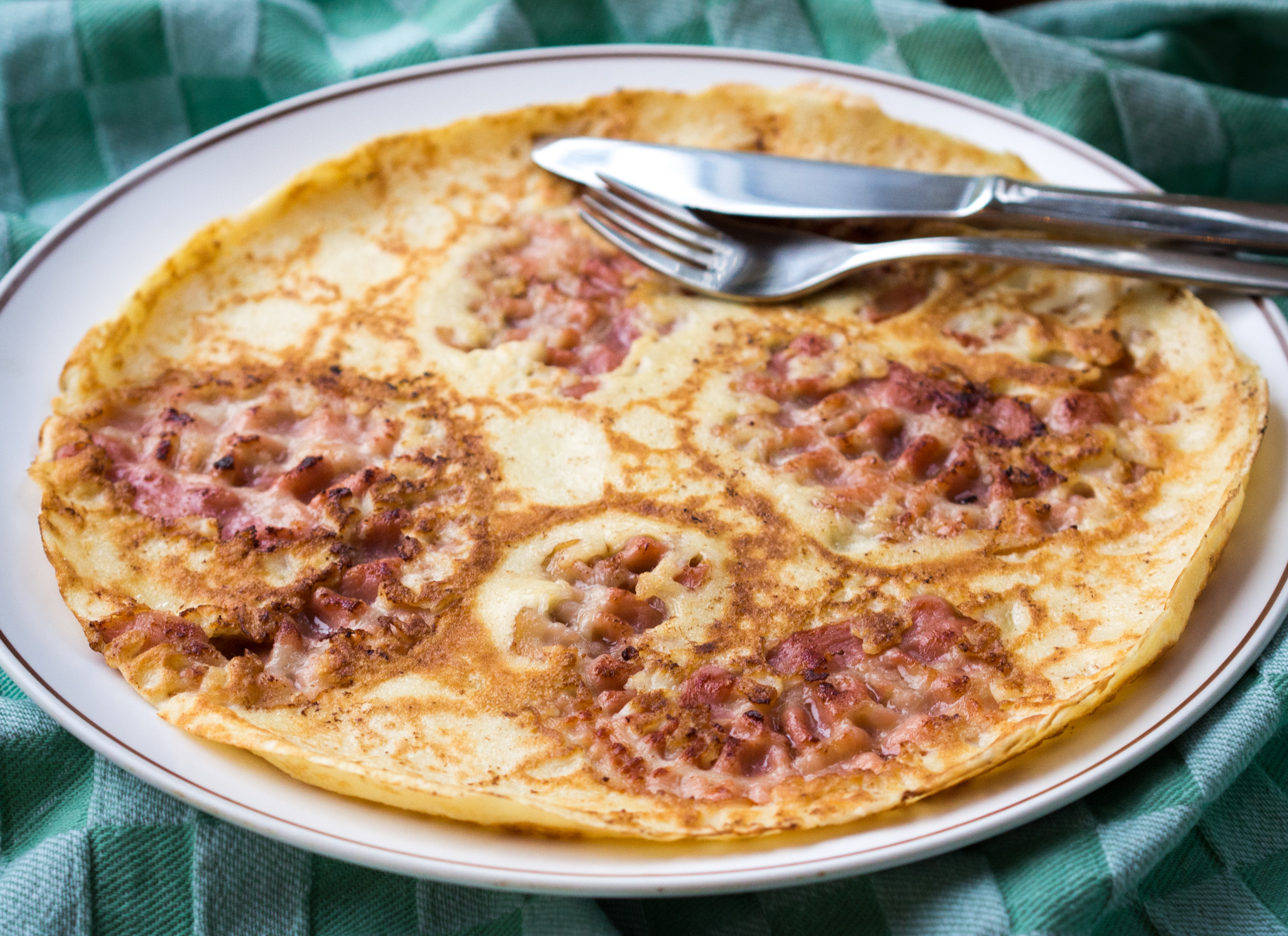
Pfannkuchen mit durchwachsenem Speck (spekpannenkoek)

Neben dem Käse sind vor allem die niederländischen Pannenkoeken bekannt und es gibt kaum einen Ort in den Niederlanden ohne ein typisches Pannenkoekenhuis. Die Pfannkuchen entsprechen in der Zubereitung den auch in Deutschland verbreiteten dicken Eierpfannkuchen, der Teig besteht in der Regel aus Eiern, Mehl und Backpulver mit einer Prise Salz. Der typische einfache Pannenkoek wird mit Zuckerrübensirup, Stroop, beträufelt und gegessen. Daneben gibt es sowohl deftige Varianten wie den Spekpannenkoek mit durchwachsenem Speck wie auch den süßen Appelpannenkoek mit Apfelscheiben. Der Gemberpannenkoek wird mit eingelegten Ingwerscheiben gereicht.

### Imbisskultur

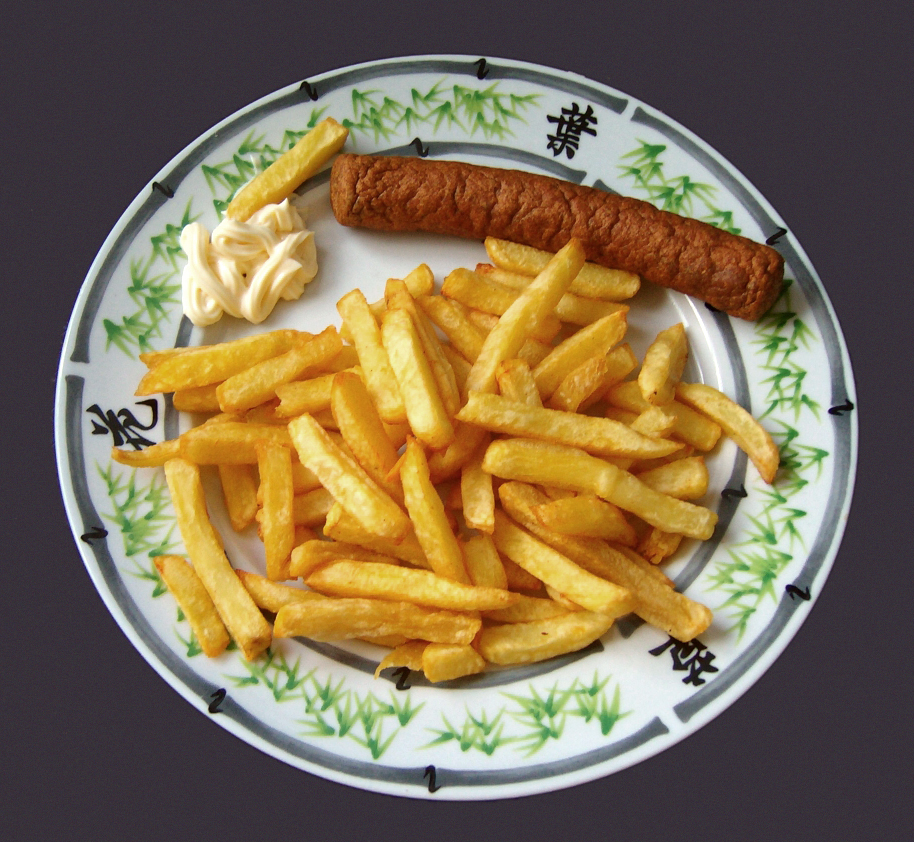
Frikandel mit Pommes und Mayonnaise

Bekannt sind die Niederlande heute vor allem wegen ihrer Imbisskultur, die sich in zahlreichen Imbissbuden, in den Niederlanden „Snackbars“, zeigt.  Neben den aus Belgien stammenden Pommes frites werden in den Snackbars auch verschiedene frittierte Fleisch- und Käsegerichte angeboten. Typische Snacks sind die Frikandel (oder Frikandel speciaal), Kroket (mit Rindfleisch-, Kalbfleisch-, Gemüse-, Gulasch- oder Hähnchenfüllung), Bami- oder Nasischijf bzw. Bami- oder Nasibal (mit Panade umhüllte und frittierte Scheibe bzw. Kugel aus Bami Goreng oder Nasi Goreng), Kaassoufflé, Kipcorn, Bitterballen, Gehaktbal und in den Küstenorten Kibbeling, frittierte Scholle oder „Lekkerbekje“ (Wittling oder Kabeljau frittiert) und diverse andere Fischgerichte.
Die indonesische Küche hat sich durch die Einflüsse der Kolonialzeit etabliert. Patat oorlog z. B. ist Pommes mit Mayo, Zwiebeln und Erdnusssauce (oorlog bedeutet Krieg, steht bei diesem Gericht aber für die chaotische Zusammenstellung der Zutaten, welche an ein Schlachtfeld erinnert). Indonesische Einflüsse wie die Erdnusssauce sind in der niederländischen Küche kaum zu übersehen, auch wenn die meisten Gerichte dem europäischen Geschmacksempfinden angepasst wurden (das heißt: wenig Salz und nicht zu scharf).
In den letzten Jahrzehnten hat die Zahl der Imbissbuden stark zugenommen. In Fastfoodrestaurants erhält man Pommes frites (patat, auch friet oder frietjes) mit Mayonnaise, Ketchup (auch gemischt mit Zwiebeln = speciaal/spezial) oder anderen Saucen wie Erdnusssauce (pindasaus/satésaus) oder Joppiesauce, einer Mischung aus Mayonnaise, Curry und Zwiebeln. Vor allem in den letzten Jahren entstanden Varianten althergebrachter Imbissgerichte wie z. B. Kapsalon („Friseursalon“), eine Kombination aus Pommes frites, Dönerfleisch und Salat, geschichtet auf einem Teller und in einigen Snackbars noch mit Käse überbacken.

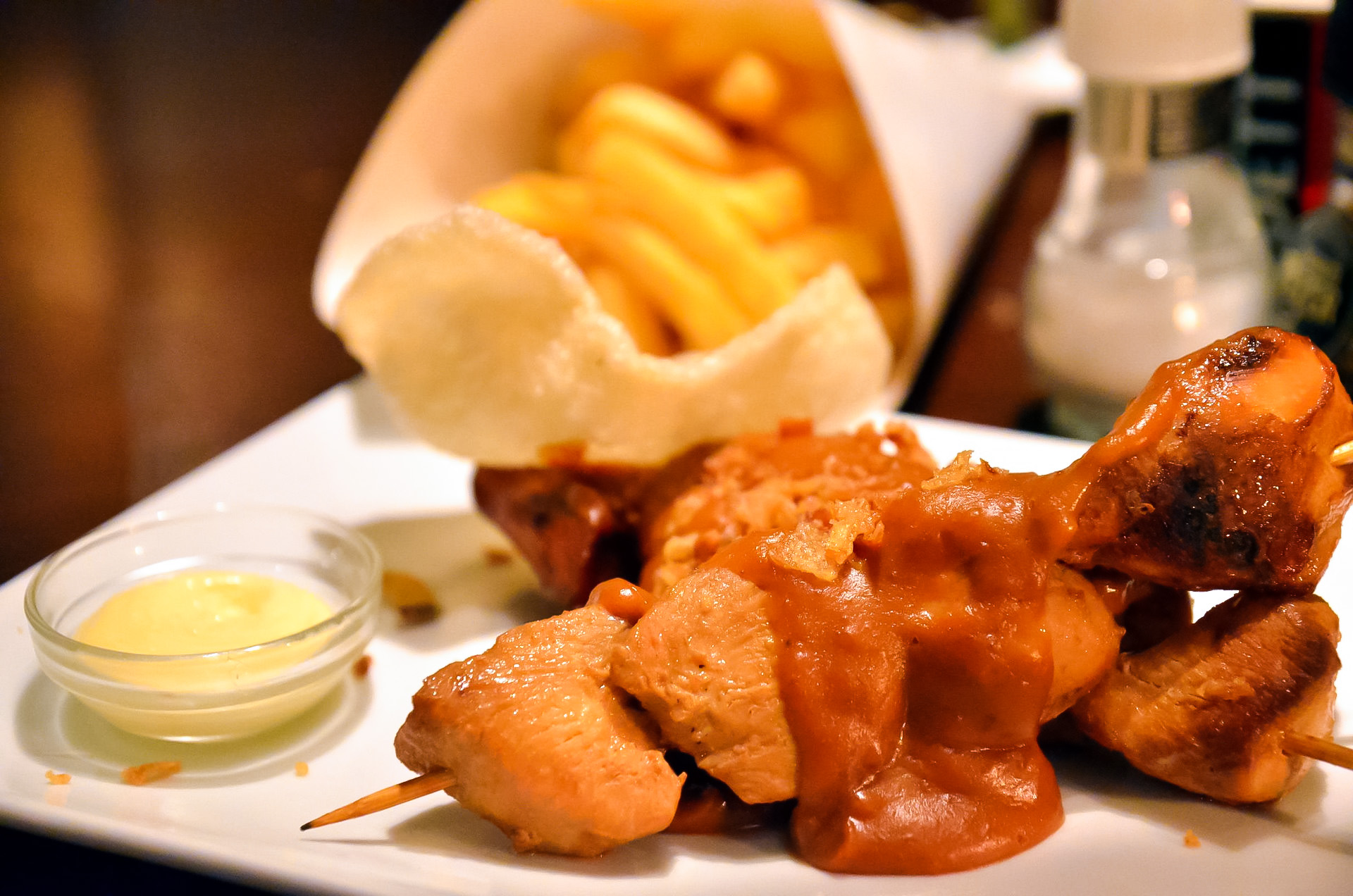
Kipsaté (gegrilltes Hühnerfleisch mit Erdnusssauce) mit Pommes
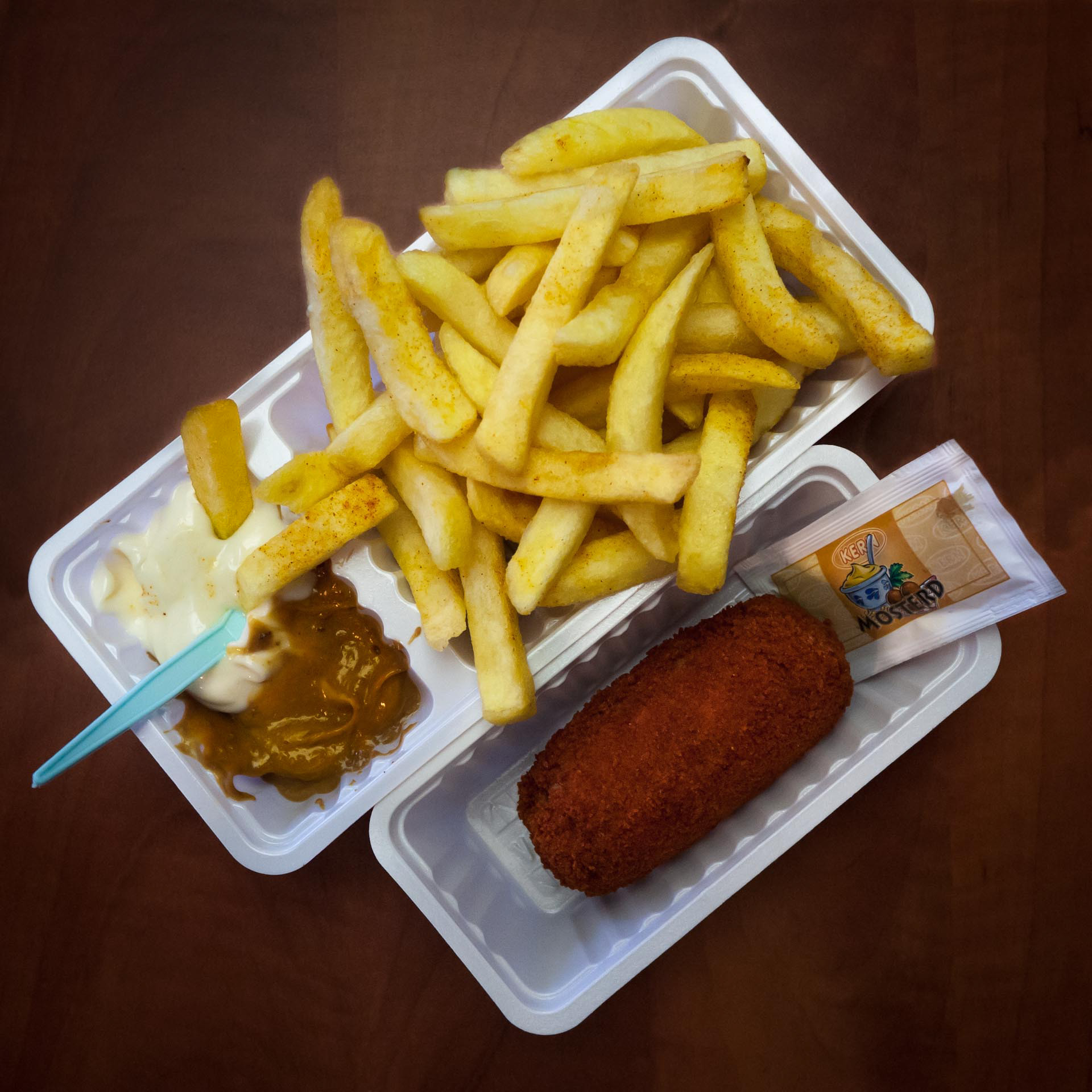
Patatje oorlog mit einem kroket aus Kalbfleisch
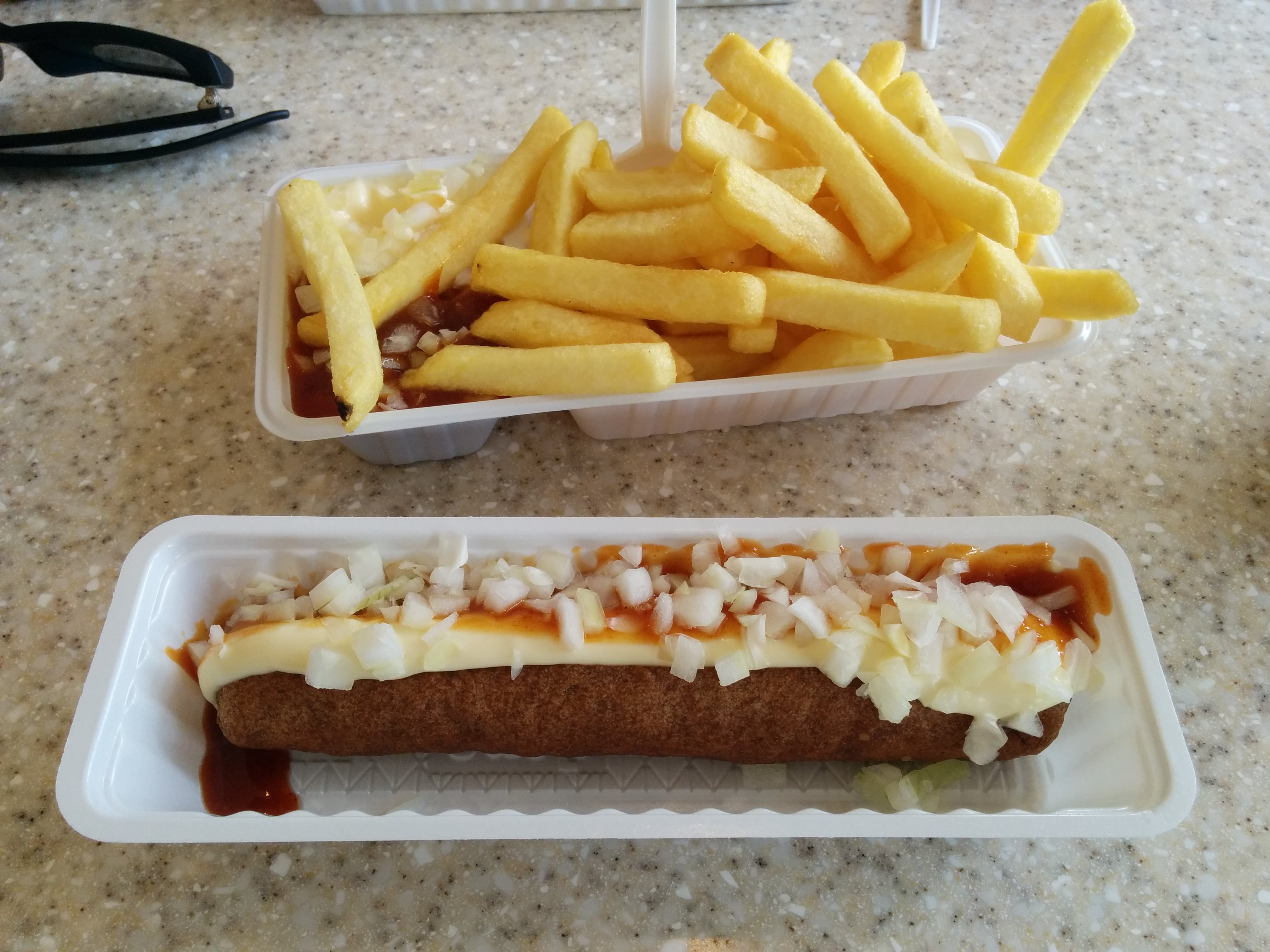
Patat speciaal mit einem frikandel speciaal
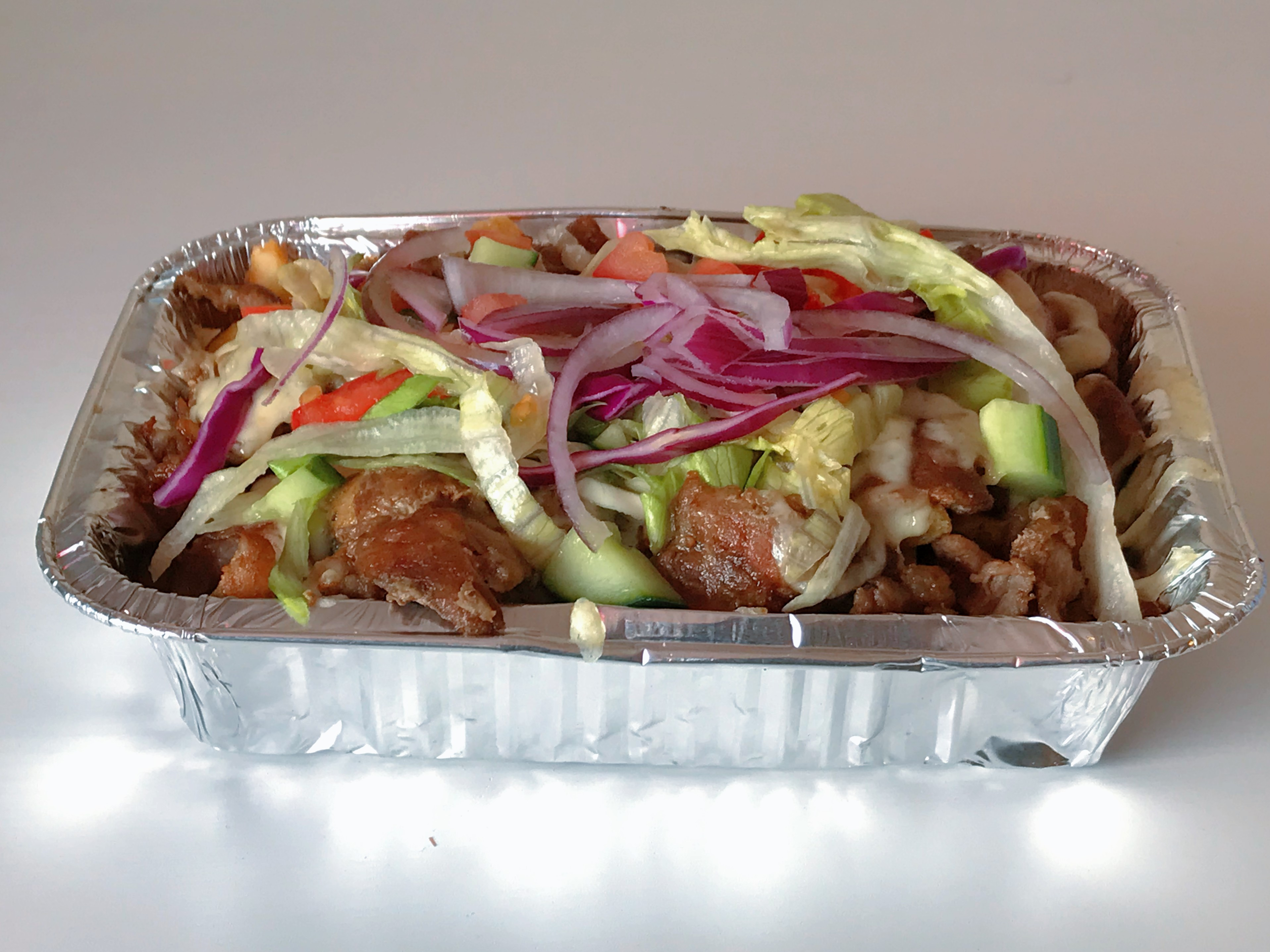
Kapsalon

### Gebäck und Süßspeisen
Weitere traditionelle niederländische Speisen sind Poffertjes (Pfannkuchen-artige Süßspeise), Stroopwafels, Boterkoek, Speculaas,  Pepernoten (kleine Pfeffernüsse) oder Taai-taai (Gebäck) am Nikolausabend, Oliebollen (Siedegebäck, an Silvester verzehrt) oder Kandeel (süßes Getränk auf Weinbasis mit Ei und Nelken). Eine wichtige Rolle bei den Süßspeisen spielt zudem der Zuckerrübensirup (stroop), der als Beigabe bei verschiedenen Gebäckspeisen, bei Pfannkuchen und auch bei Kuchen wie etwa den Groninger Poffert zum Beträufeln oder Bestreichen gereicht wird.
Sehr beliebt sind auch der pudding-ähnliche Vla sowie die als Brotbelag benutzten Schokostreusel (Hagelslag) und bunten Zuckerstreusel (Vruchtenhagel) bzw. Muisjes.

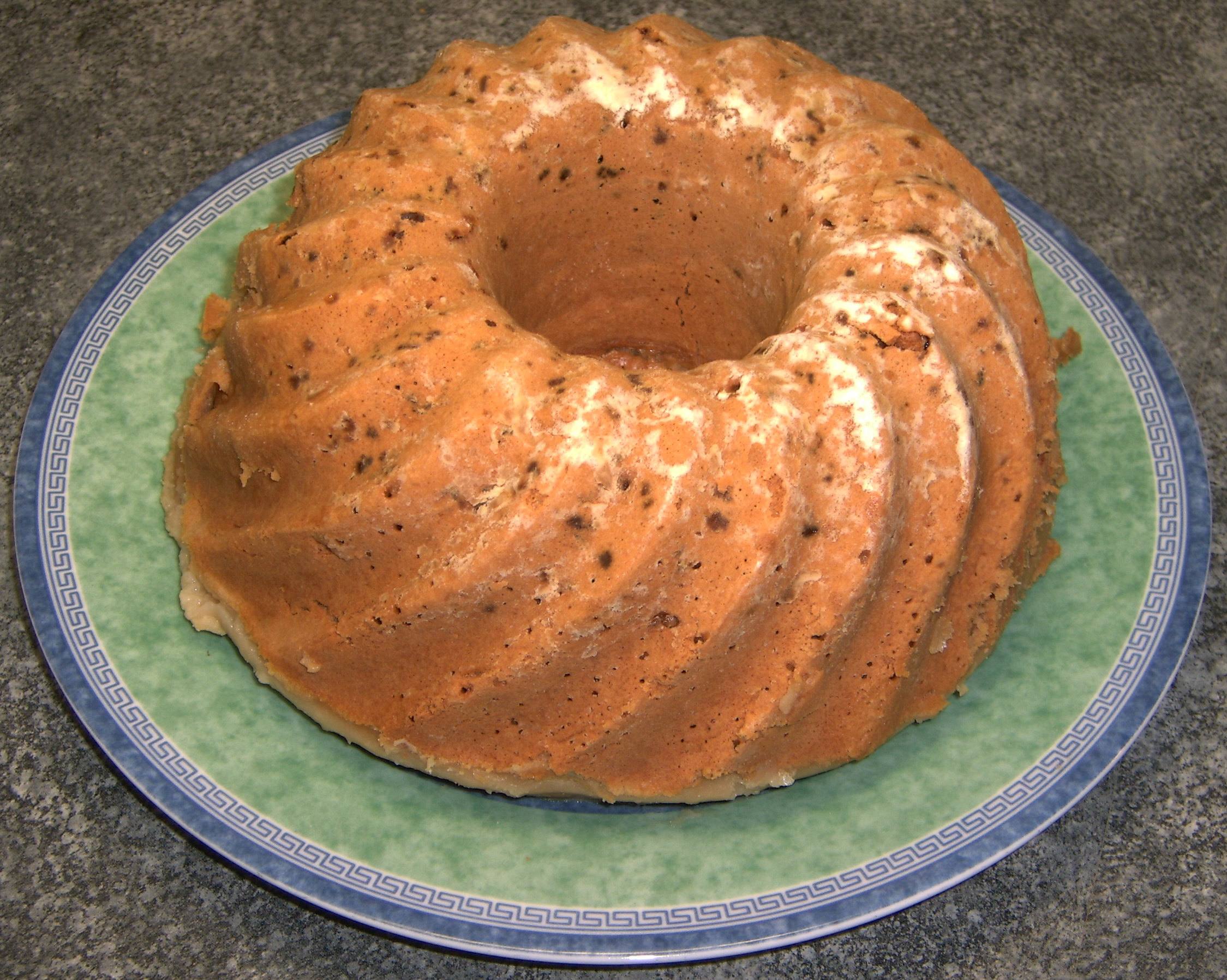
Groninger Poffert
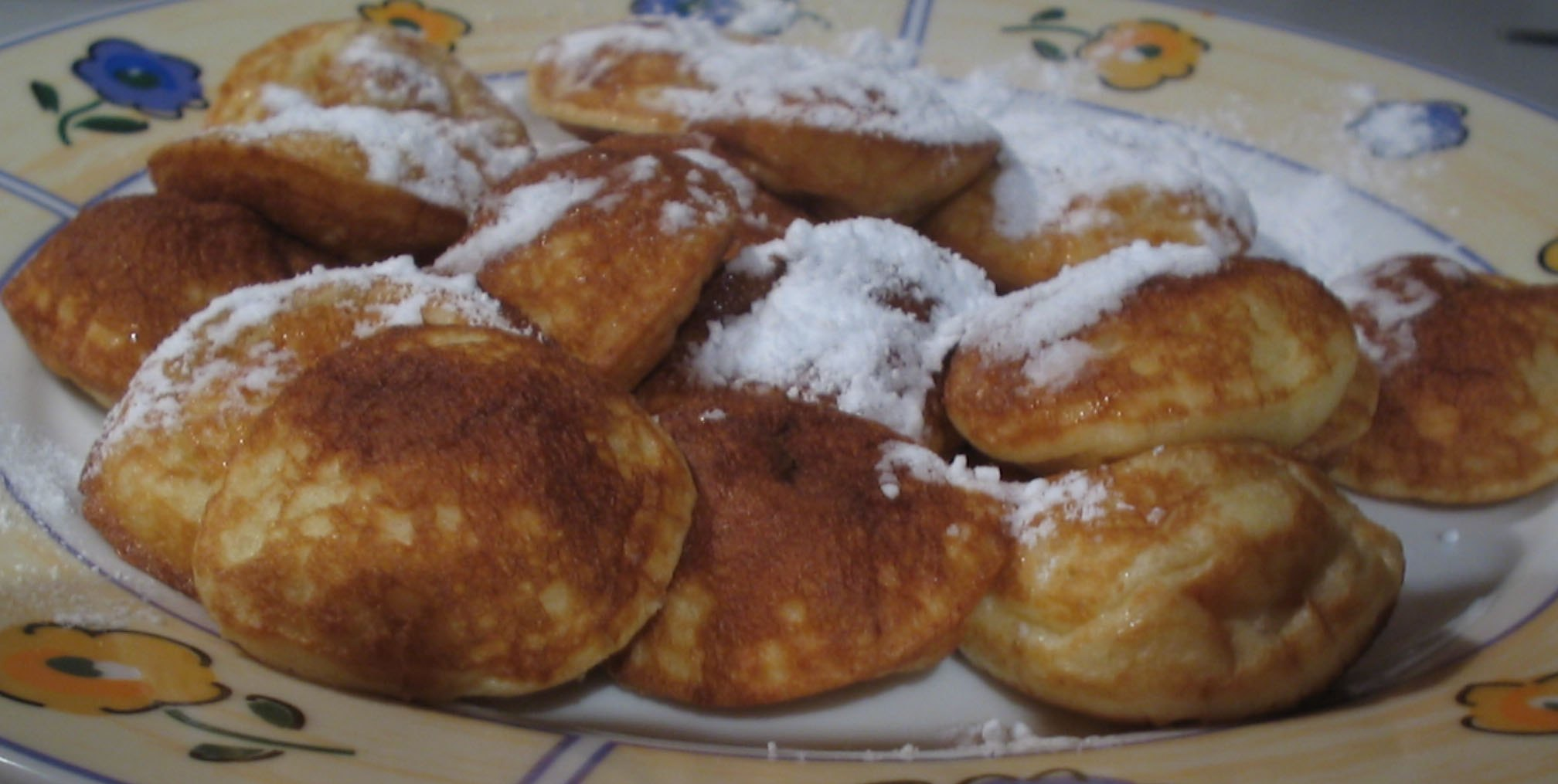
Poffertjes
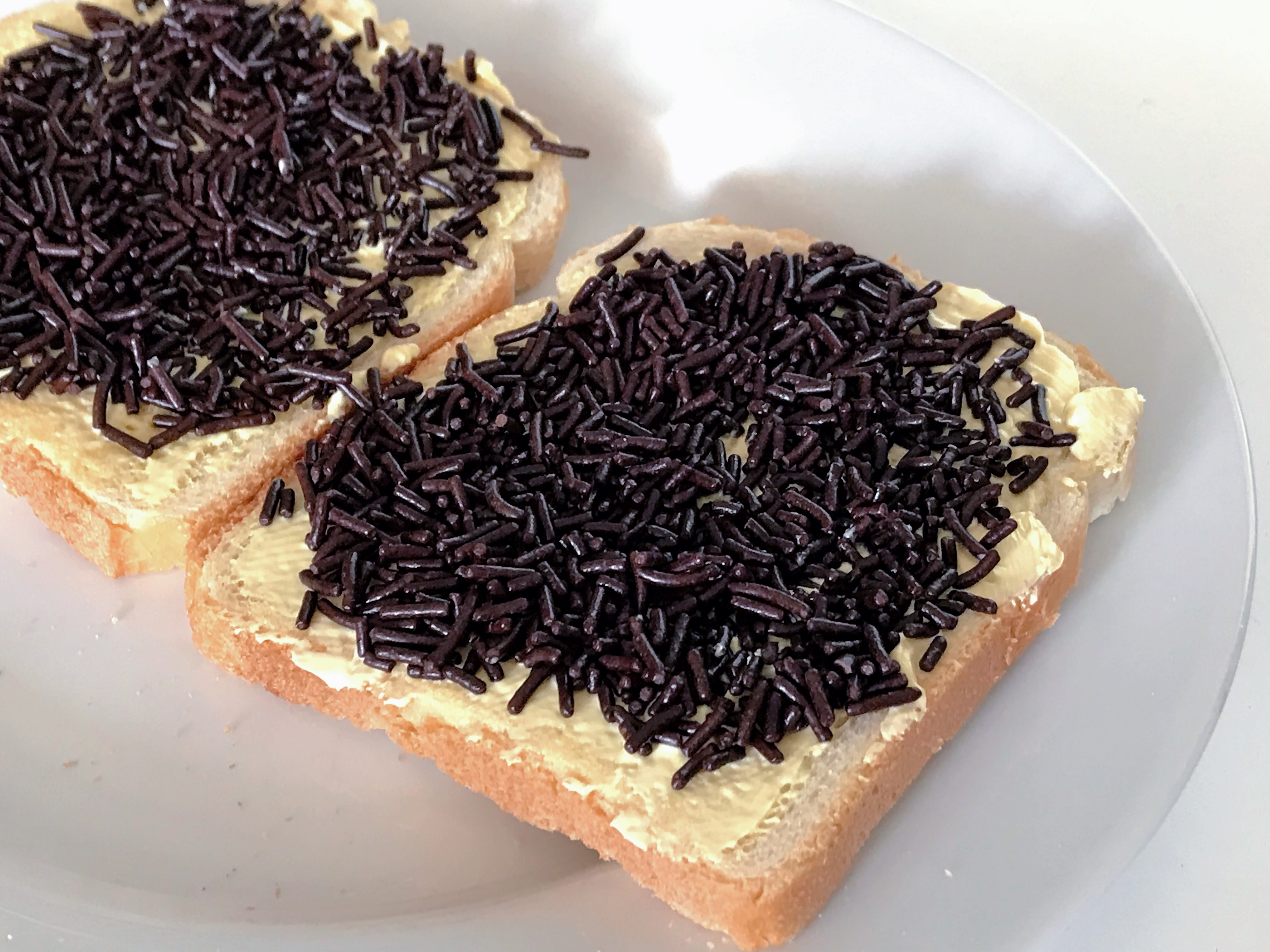
Weißbrotscheiben mit Hagelslag
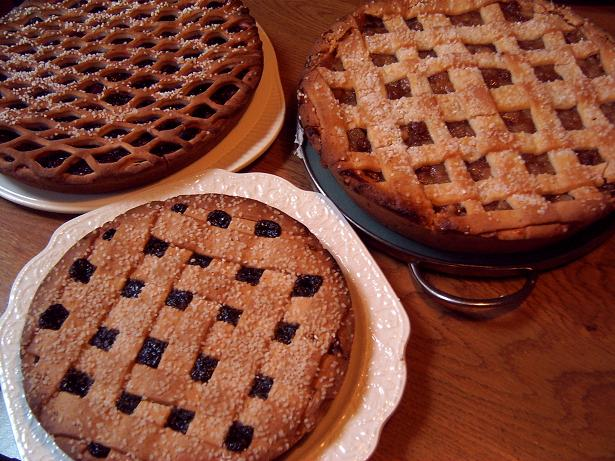
Limburger Vlaai
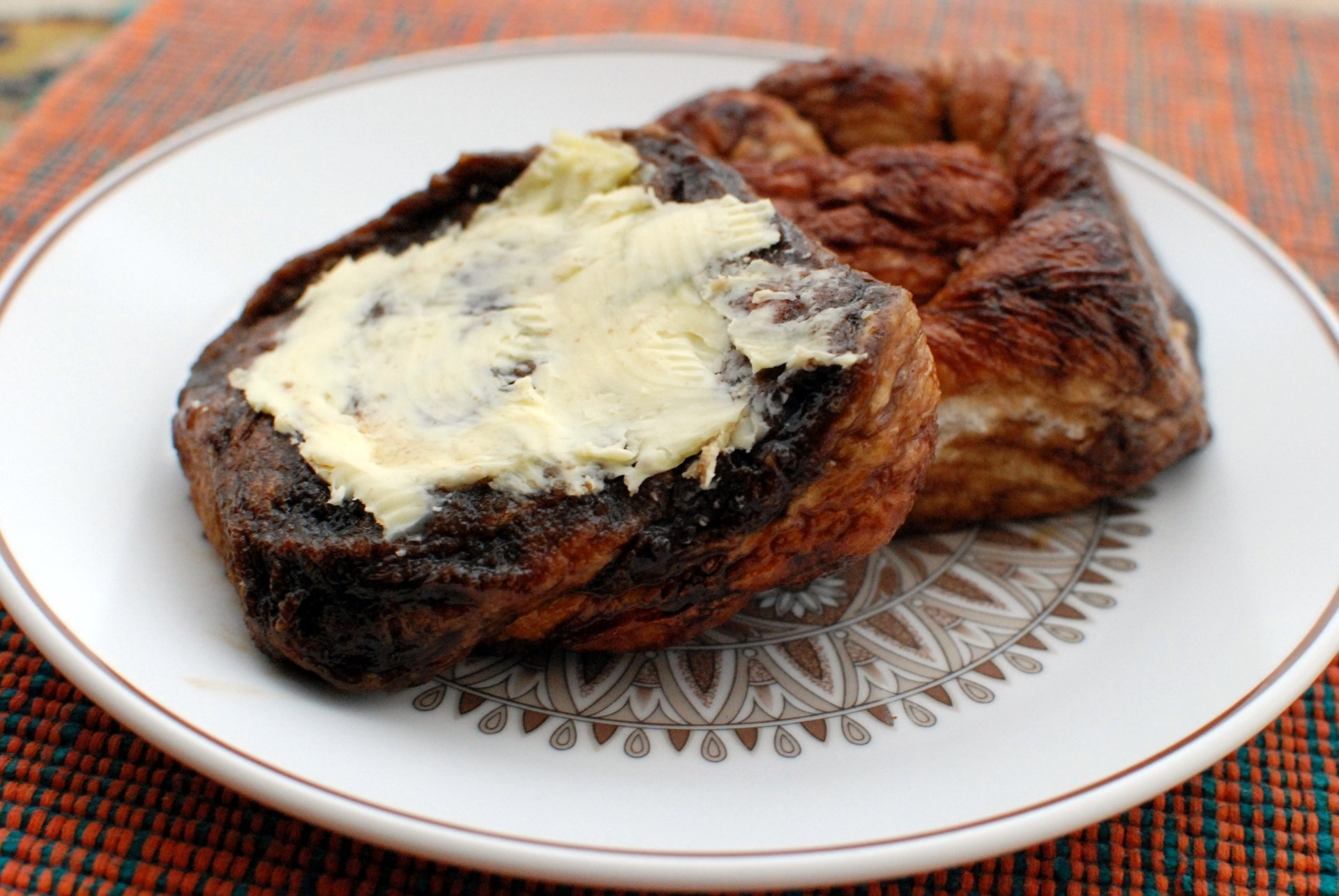
Zeeuwse bolus

## Getränke
Das typischste Getränk in den Niederlanden ist der Kaffee, der bei fast allen Mahlzeiten getrunken wird und nach dem auch die „Koffietafel“, das Vormittagessen der Niederländer, benannt ist. Der Kaffee ist vergleichsweise stark und wird in der Regel mit Milch und Zucker getrunken. Auch Tee spielt eine große Rolle und wird regional in einer typischen Zeremonie zubereitet, bei der das kochende Wasser noch sprudelnd über den Tee gegossen und nach dem Ziehen in eine zweite, angewärmte Kanne abgegossen wird. Holland war im 17. Jahrhundert das erste europäische Land, in dem der Tee sich verbreitete, und das Land hatte lange ein Monopol auf den Teehandel. Auch der Kakao, hergestellt auf der Basis von Kakaopulver und Zucker mit warmer Milch, wird häufig getrunken, vor allem von Kindern zum Frühstück. Auch die Milch selber wie auch Buttermilch und verschiedene Mischgetränke auf Milch- und Joghurtbasis werden häufig getrunken.

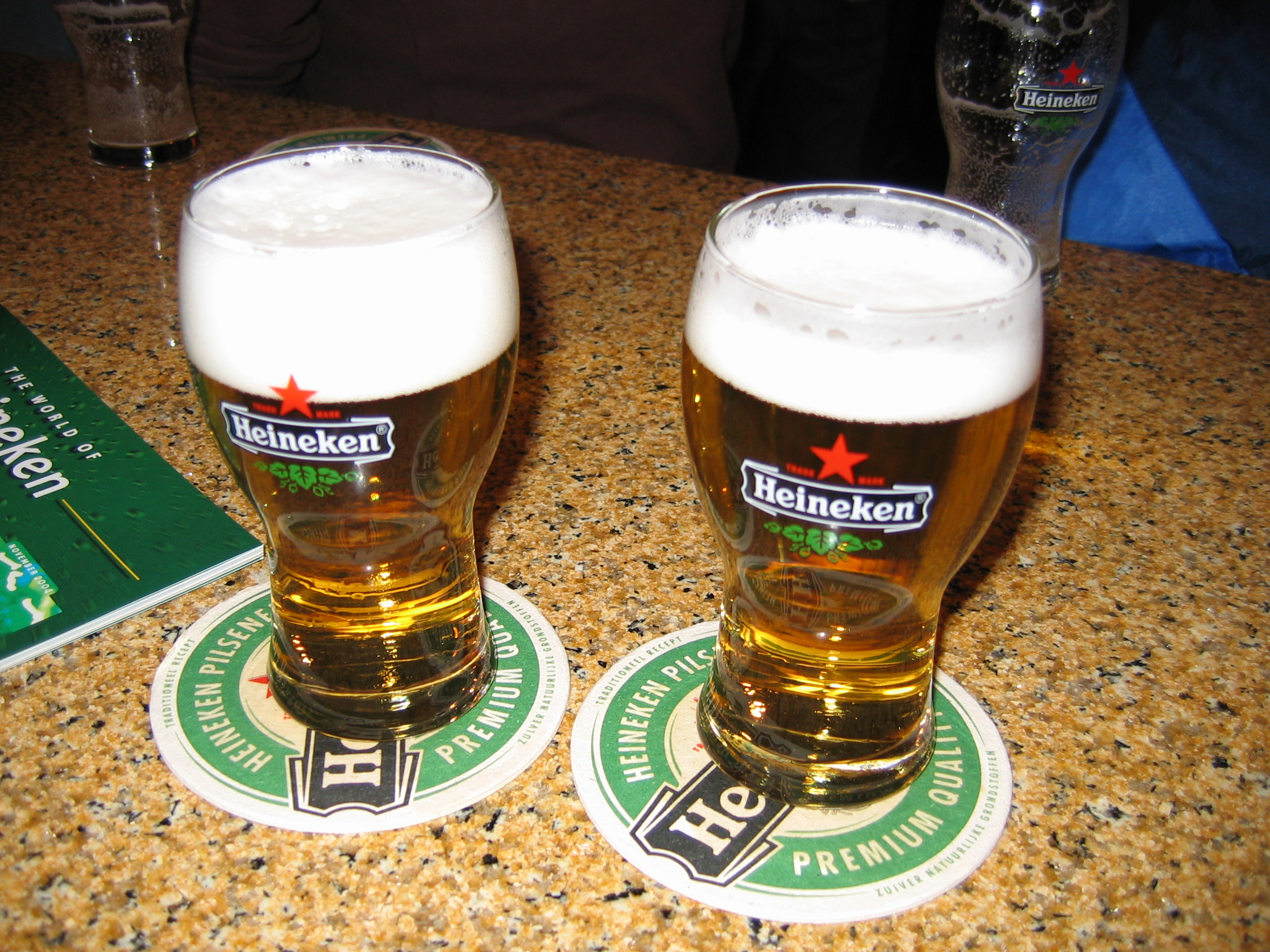
Zwei Gläser Heineken Pilsener

Die Niederlande verfügen über eine lange Bierbrautradition. Angeboten werden überwiegend helle Pils- beziehungsweise Lagerbiere (licht), aber auch dunkle Klosterbiere (donker), die den belgischen Bieren verwandt sind. Der niederländische Biermarkt wird heute vom zweitgrößten Brauereikonzern der Welt, Heineken, dominiert, der Traditionsmarken wie Amstel und Brand übernommen hat. Eine weitere bekannte Biermarke ist Grolsch, welche heute dem Anheuser-Busch InBev-Konzern gehört.
Neben Bier gibt es verschiedene typische Schnäpse, darunter vor allem den Genever, ein Wacholderschnaps mit mindestens 35 % vol. Alkoholgehalt. Dieser ist als oude (alter), jonge und aromatisiert etwa als citroenjenever (Zitronen-Genever) oder Beerenburg, eine Kräuter-Spirituose auf Basis des Genever angeboten. Hinzu kommen verschiedene Weinbrände und auch der Eierlikör in Form des Advokaat gehört zu den typischen niederländischen Getränken. Durch die bereits im 16. Jahrhundert gegründete Likörfabrikation Lucas Bols gehören auch zahlreiche Liköre zu den typischen Getränken der Niederlande. Dabei sind vor allem Apricot Brandy und Curaçao bekannt und beliebt.
Weine und Sekte sind ebenfalls beliebt. Die inländische Produktion ist allerdings gering und beschränkt sich auf 270 ha (zum Vergleich: Deutschland verfügt über 100.000 ha). Es gibt Weinlagen in vielen Teilen der Niederlande, vorwiegend jedoch in den südlichen Landesteilen, wo der Weinbau bereits seit der Römerzeit belegt ist. Hier werden ausschließlich Reben angebaut, die mit dem kühleren Klima gut zurechtkommen (siehe auch Weinbau in den Niederlanden).

## Sonstiges
Die berühmte Sauce Hollandaise (Holländische Sauce) entstammt der klassischen französischen Küche; Holland ist nur namensgebend.

## Belege
1. 1 2 3 4 5 6 7 8  
Ein Tag in einer holländischen Familie. In: Barbara Lüdecke: Holländische Küche. 200 Spezialitäten-Rezepte aus den Niederlanden. Wilhelm Heyne Verlag, München 1971.
2. 1 2 3 4  
Solide und bodenständig: Eintöpfe. In: Elke Meiborg: Niederlande. In: Joachim Römer, Michael Ditter (Hrsg.): Culinaria – Europäische Spezialitäten. Band 1, Könemann, Köln 1995, ISBN 3-89508-056-X, S. 344.
3. 1 2 3  
Weltweit ein Begriff: Käse aus Holland. In: Elke Meiborg: Niederlande. In: Joachim Römer, Michael Ditter (Hrsg.): Culinaria – Europäische Spezialitäten. Band 1, Könemann, Köln 1995, ISBN 3-89508-056-X, S. 340–343.
4. ↑  
Auf die Größe kommt es an: Pfannkuchen. In: Elke Meiborg: Niederlande. In: Joachim Römer, Michael Ditter (Hrsg.): Culinaria – Europäische Spezialitäten. Band 1, Könemann, Köln 1995, ISBN 3-89508-056-X, S. 346–347.
5. ↑  
Binnenlands Gedestillierd: Genever und Liköre. In: Elke Meiborg: Niederlande. In: Joachim Römer, Michael Ditter (Hrsg.): Culinaria – Europäische Spezialitäten. Band 1, Könemann, Köln 1995, ISBN 3-89508-056-X, S. 358.
6. ↑  Weinanbau im anderen Holland. Abgerufen am 29. November 2022.
7. ↑  Niederländische Weine sind bemerkenswerte Raritäten, in Aachener Zeitung vom 7. Mai 2020